# ریسیتیلا عبدولایف
ریسیتیلا عبدولایف (ازبکی: Rihsitilla Abdullaev, Рихситилла Абдуллаев؛ زادهٔ ۵ آوریل ۱۹۷۸) بازیگر و مجری تلویزیون اهل کشور ازبکستان است. وی از سال ۱۹۹۹ میلادی تاکنون مشغول فعالیت بوده‌است.